# Inyección de vinilita y corrosión

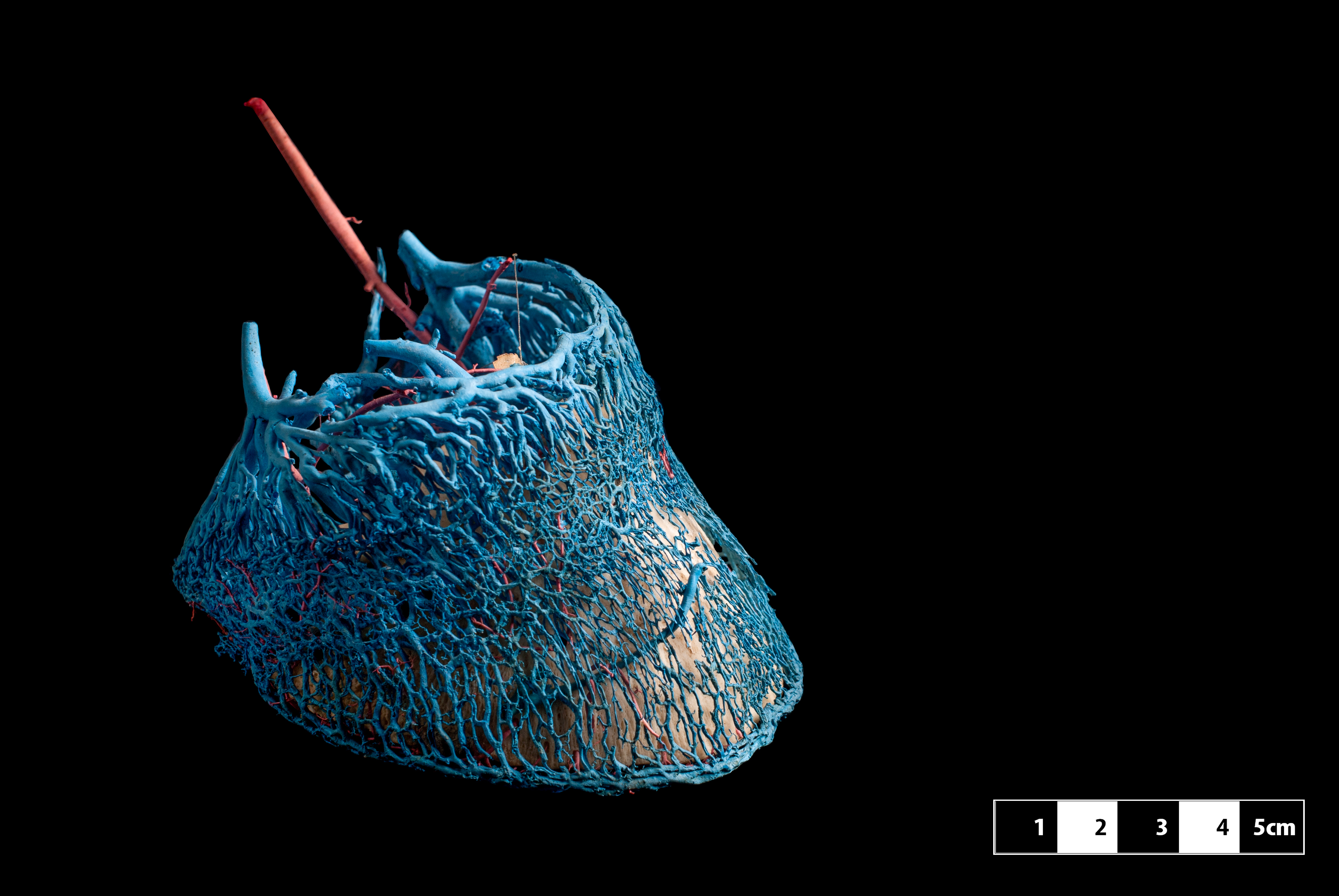
Pata de caballo donde se aplicó la técnica de vinílita seguida de corrosión.

Inyección de vinilita y corrosión es una técnica anatómica usada para la visualización de ramificaciones y caminos del sistema circulatorio. Consiste en llenar el sistema circulatorio de la pieza con acetato de vinilo y, en seguida, utilizar la técnica de corrosión para la retirada de la materia superpuesta, o sea, la materia orgánica. La técnica de inyección de vinílica seguida de corrosión, además de tener bajo costo, proporciona un largo periodo de conservación, satisfaciendo las necesidades de los alumnos de graduación en el estudio de la anatomía.
La técnica de llenado por vinilita es considerada una angiotécnica, ya que ayuda en el estudio de los vasos sanguíneos. Esta es utilizada para marcar el sistema circulatorio (arterial y venoso) con el uso de acetato de vinilo prepigmentado para llenar los vasos de la pieza a ser estudiada, posibilitando la visualización de los ductos y sistemas debidamente llenados. Para la corrosión o semicorrosión, el ácido clorhídrico es la substancia más viable y utilizada para obtener moldes de la vascularización de órganos o partes.

## Galería

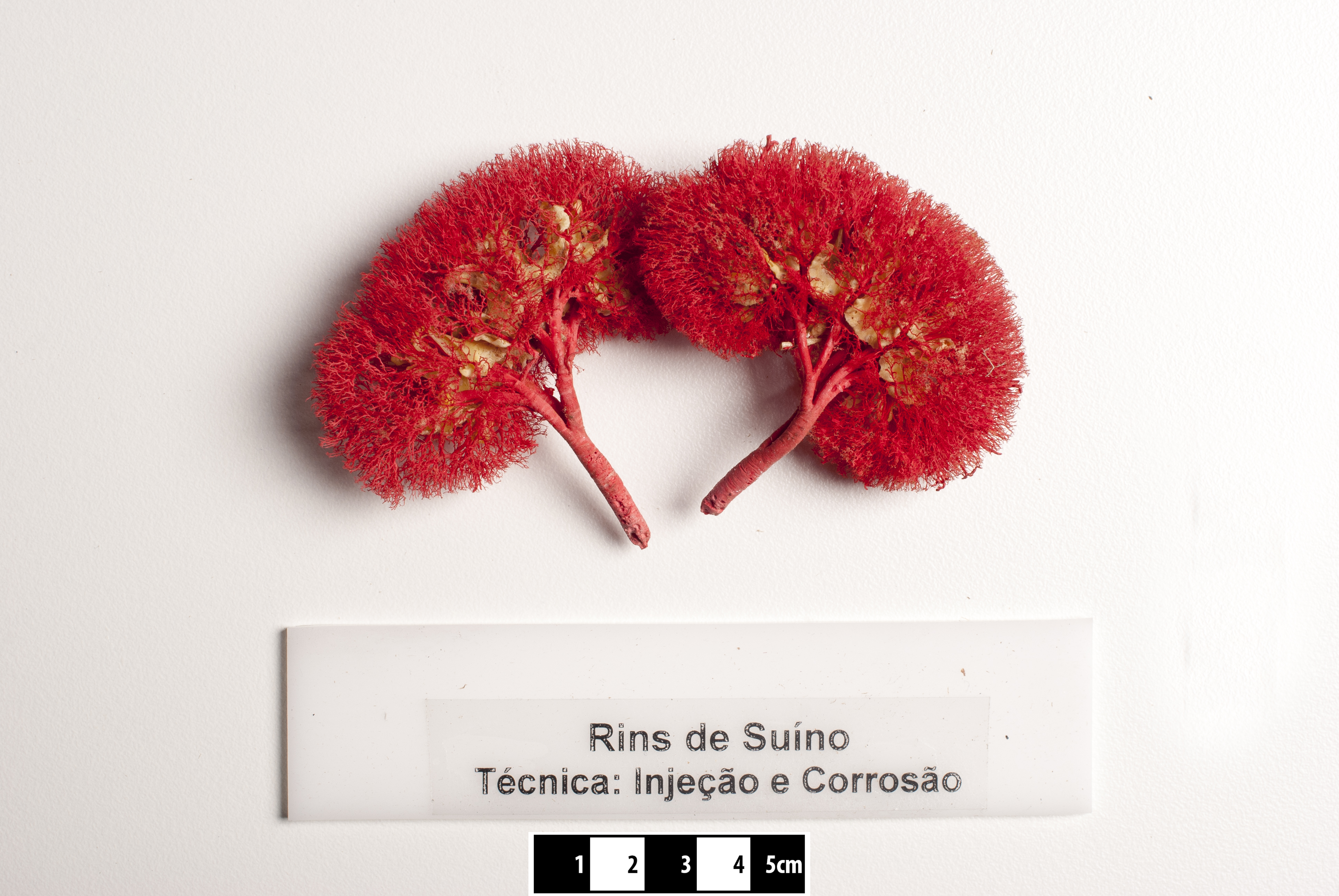
Riñones de cerdo.
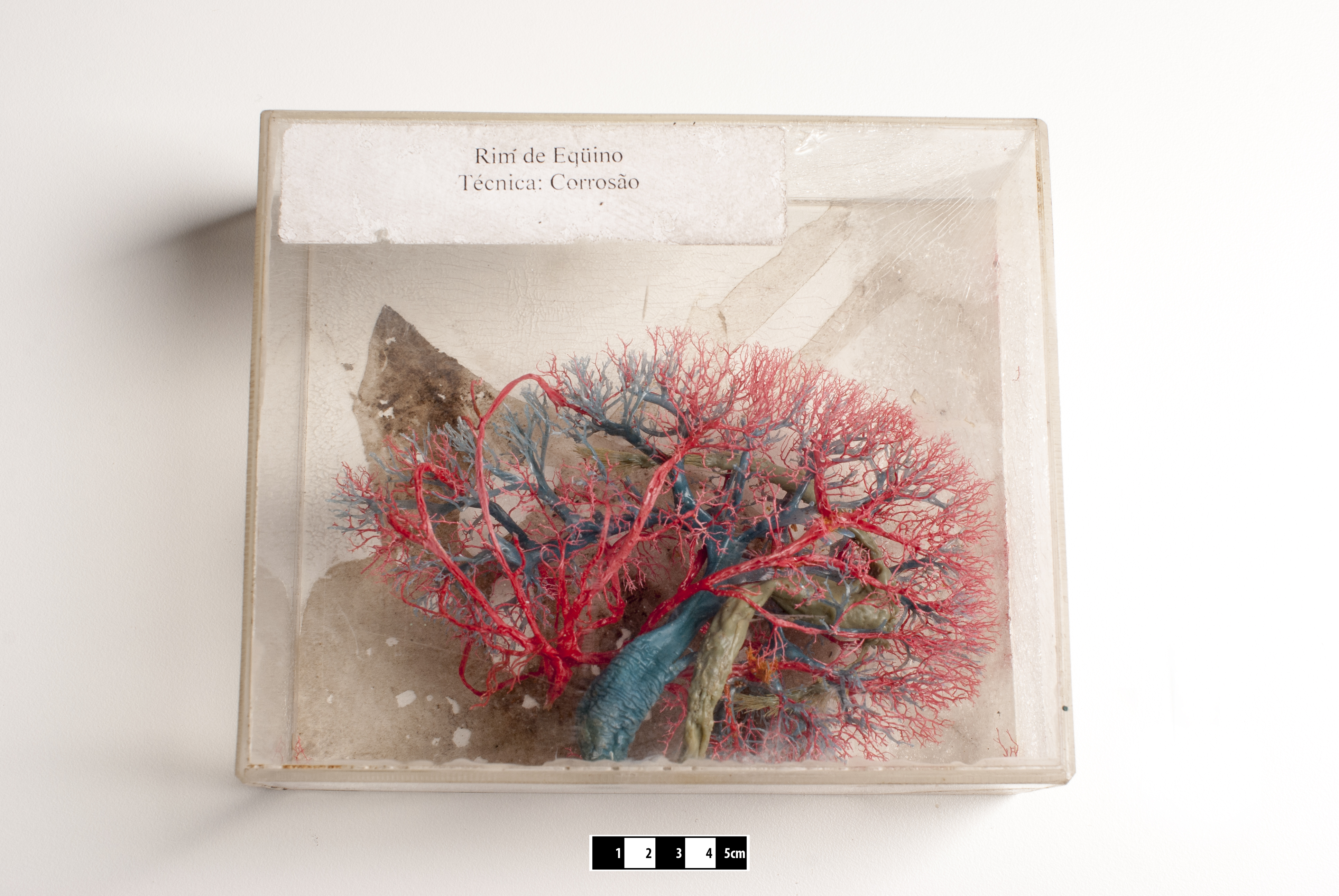
Riñón de equino.
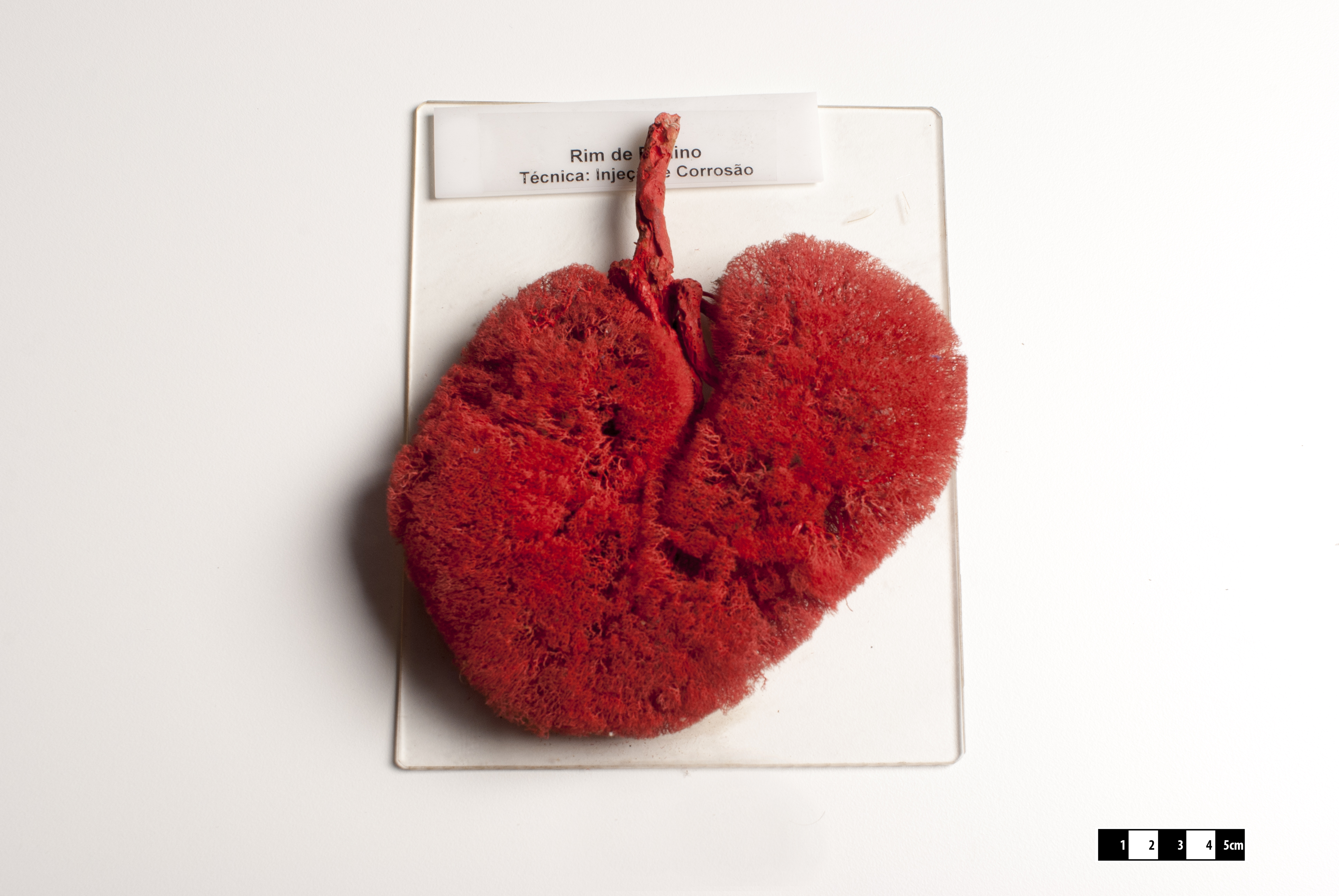
Riñón de bovino.
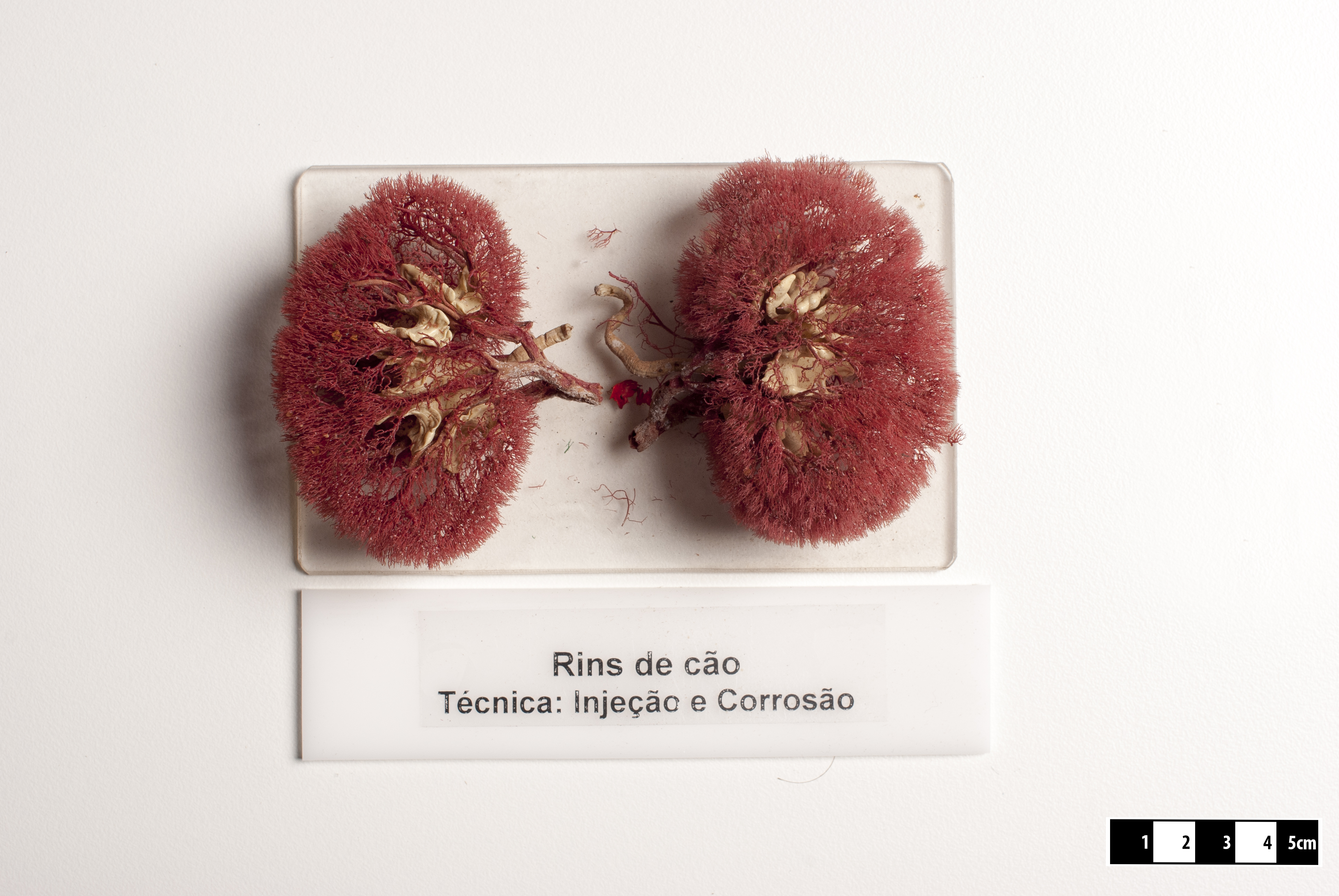
Riñones de perro.
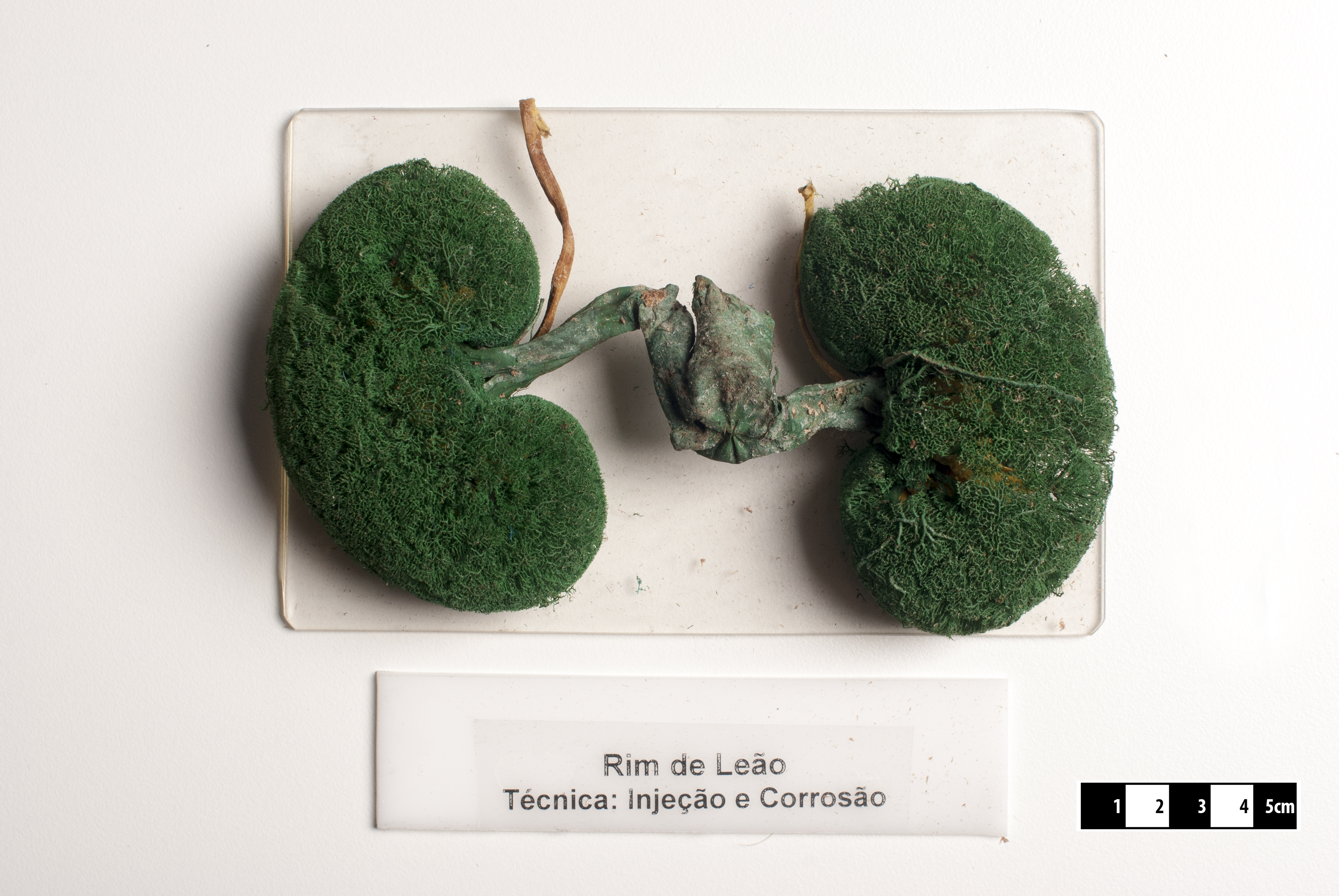
Riñones de león.
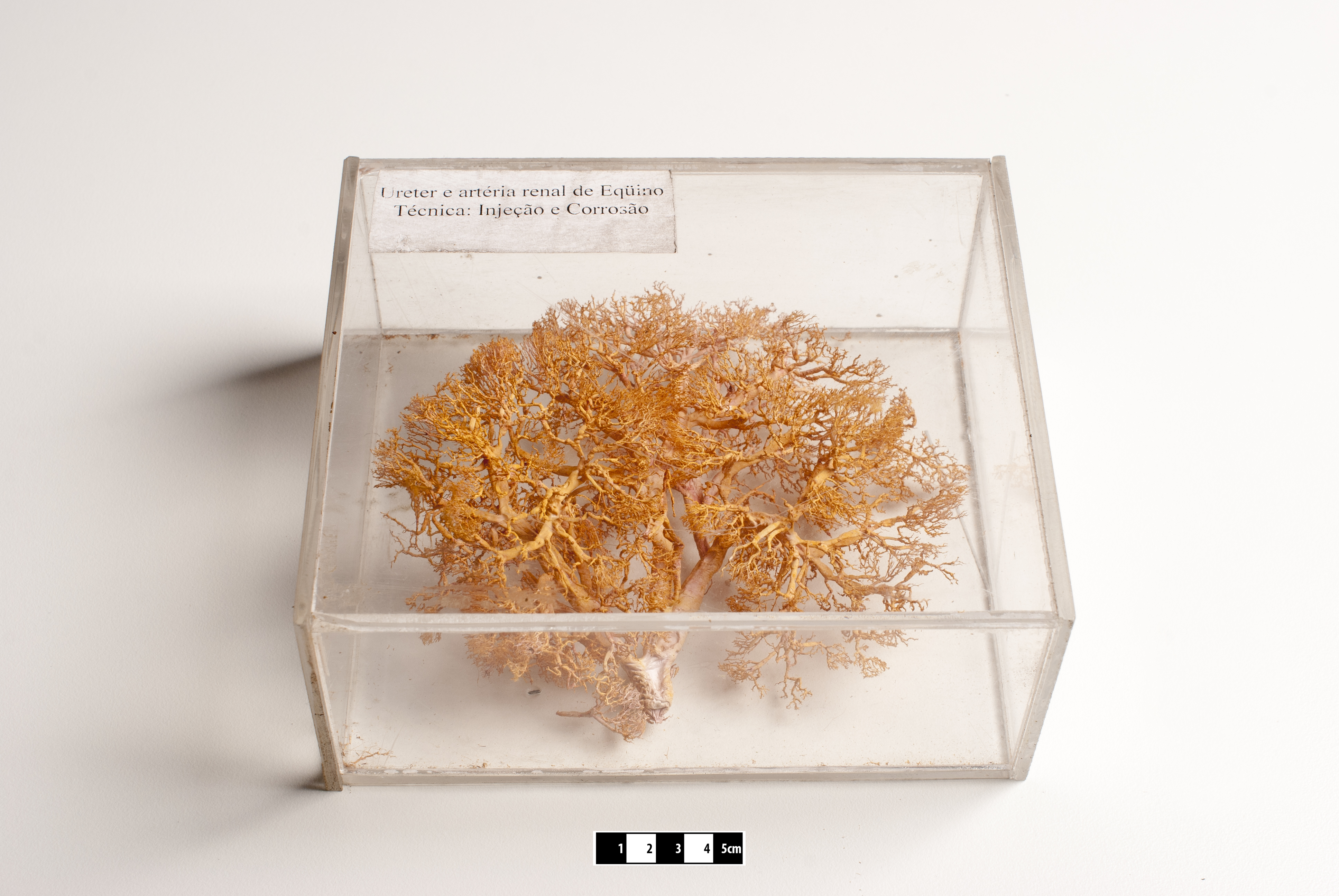
Riñón de equino.